# Melocanninae
Melocanninae Benth., 1881 è una sottotribù di bambù appartenente alla famiglia delle Poacee (sottofamiglia Bambusoideae).

## Etimologia
Il nome della sottotribù deriva dal suo genere tipo Melocanna Trin. la cui etimologia è formata da due parole: "melo" (= mela) e "canna" (= fusto dei bambù).  Il nome scientifico della sottotribù è stato definito dal botanico inglese George Bentham (22 settembre 1800 – 10 settembre 1884) nella pubblicazione "Journal of the Linnean Society of London, Botany." (19: 31. 24 Dec 1881) del 1881.

## Descrizione

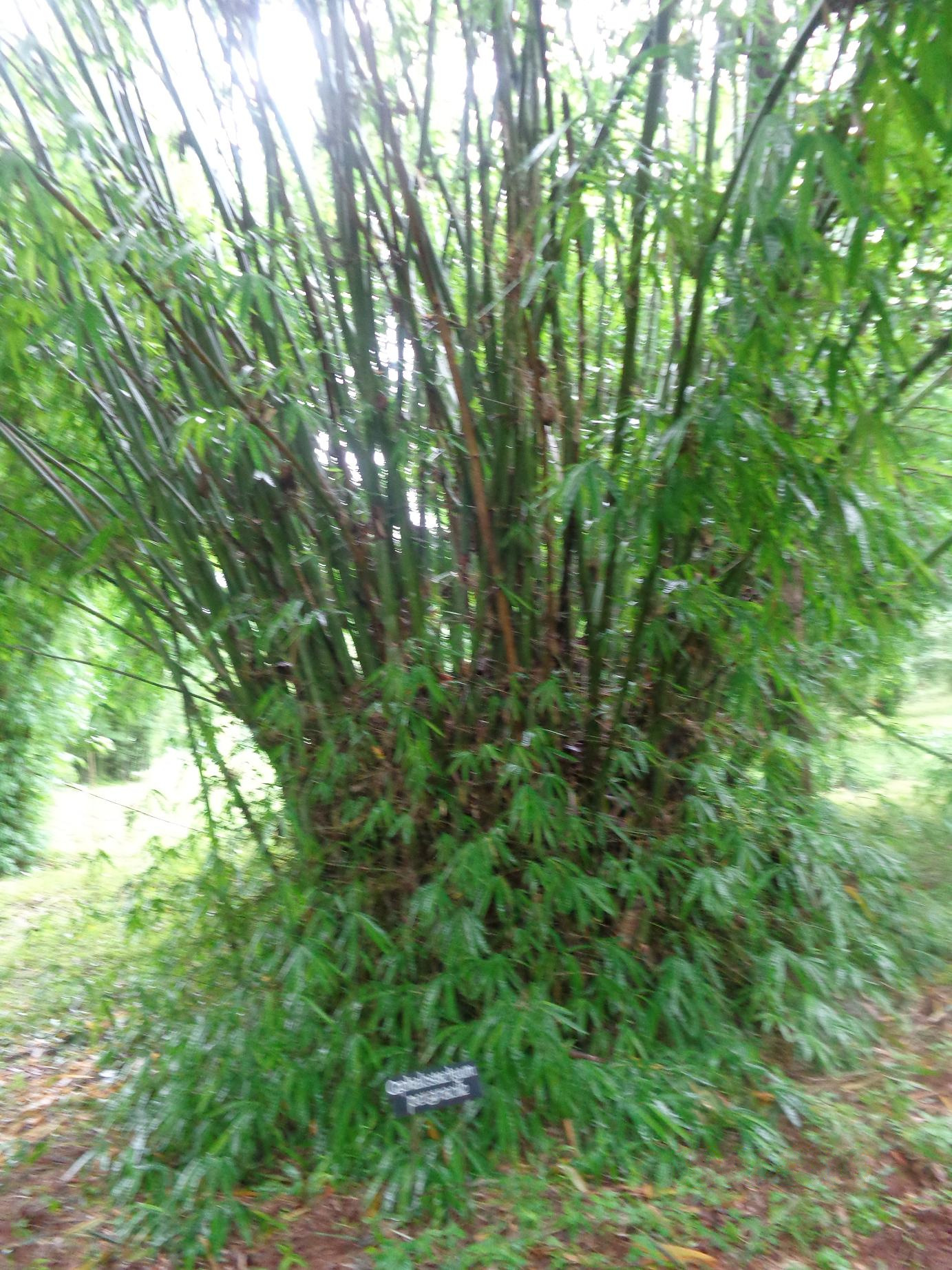
Il portamento
Cephalostachyum pergracile

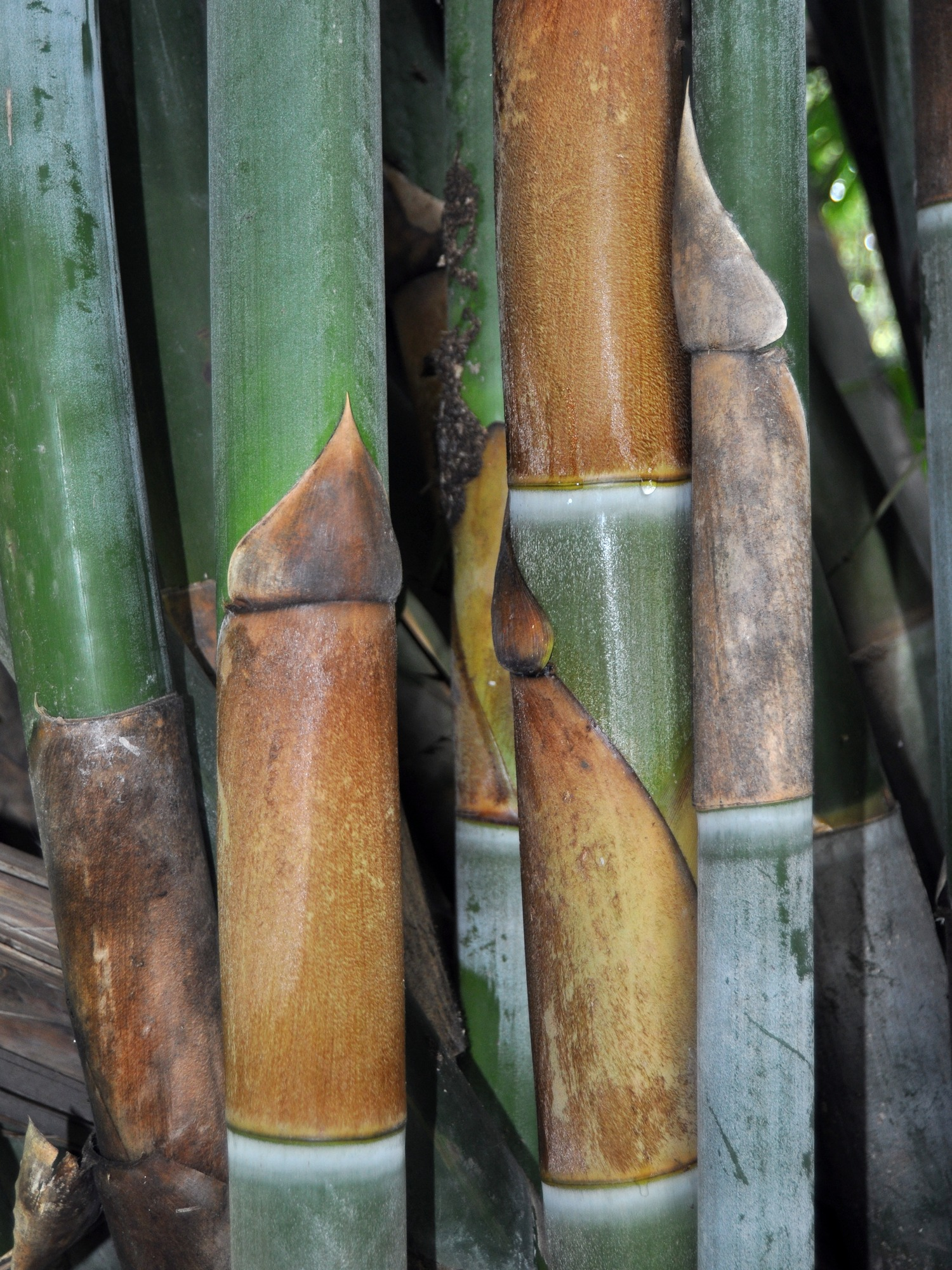
I culmi
Schizostachyum brachycladum

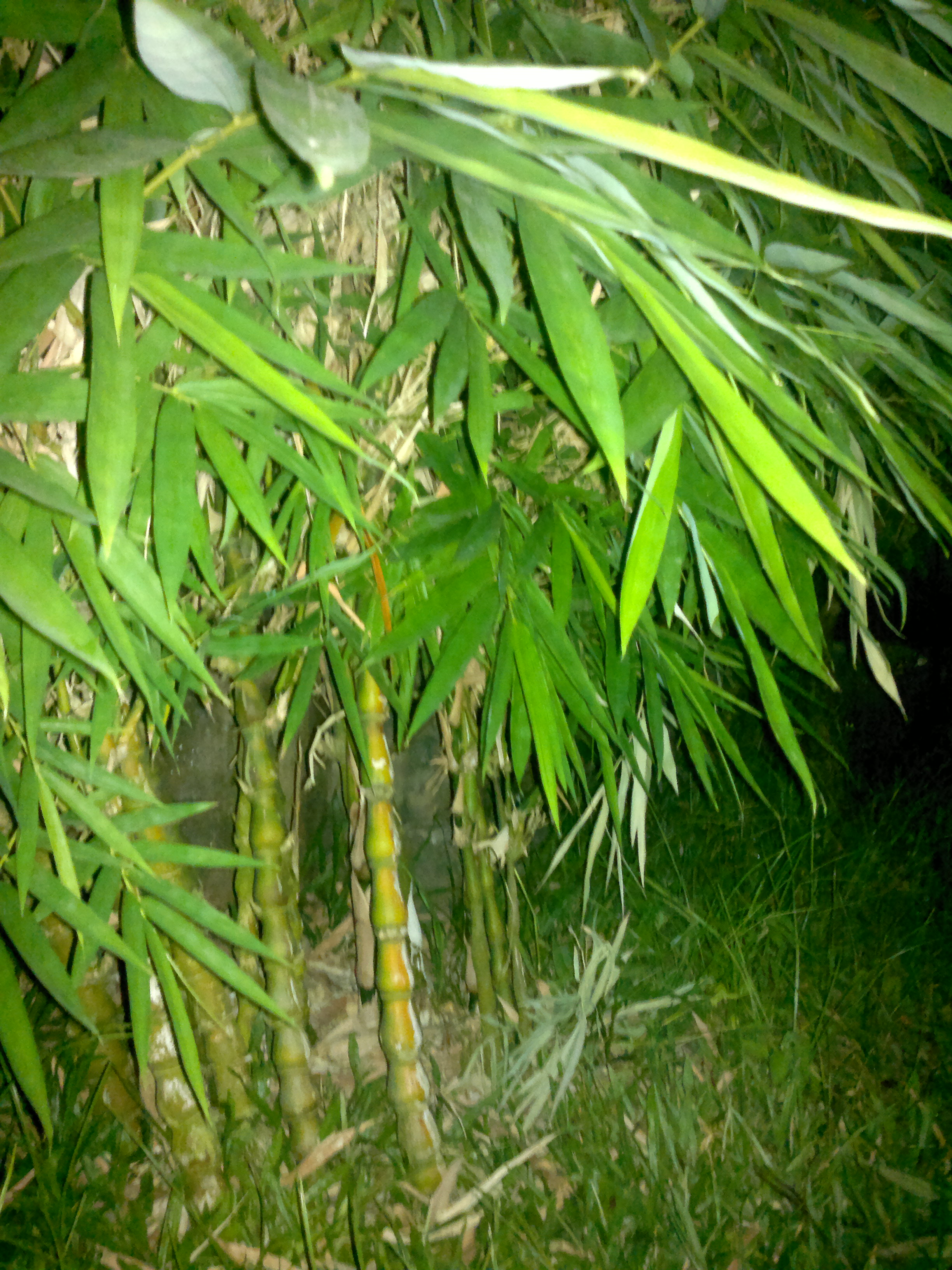
Le foglie
Ochlandra scriptoria

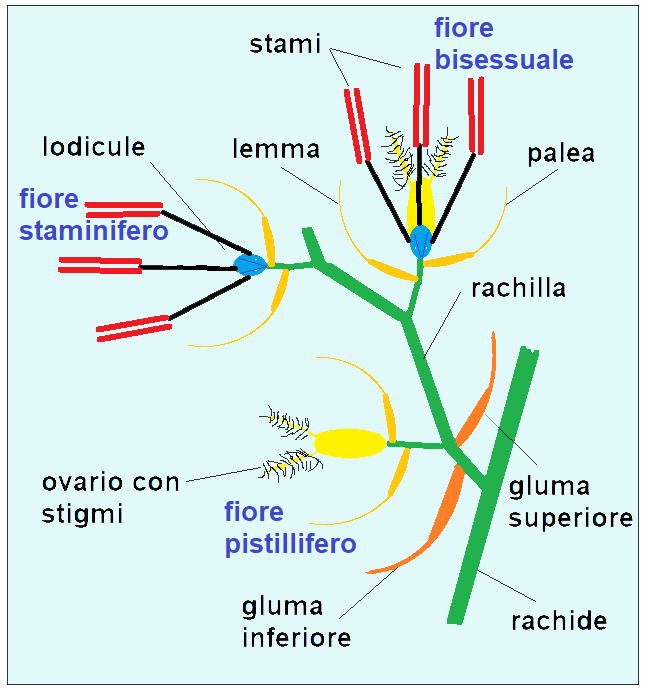
Spighetta generica con tre fiori diversi

Il portamento delle specie di questa sottotribù è arbustivo con culmi legnosi eretti o pendenti (altezza 8 metri in Annamocalamus). In Davidsea i culmi sono inarcati. La base dei culmi è di tipo simpodiale. Le radici in genere sono del tipo fascicolato derivate da corti rizomi pachimorfi (in Melocanna sono allungati). I culmi sono vuoti. I nodi sono gonfi. Gli internodi sono affusolati. I rami possono essere molti per nodo.
Le foglie lungo il culmo sono disposte in modo alterno, sono distiche e si originano dai vari nodi. Sono composte da una guaina, una ligula e una lamina. Le venature sono parallelinervie (quelle trasversali possono non essere visibili e distinte). La nervatura centrale è di tipo complesso. La sezione trasversale delle foglie è asimmetrica attorno alla nervatura centrale, con un insieme di prominenti cellule a forma di bolla su un solo lato, creando un contorno concavo sul lato della nervatura centrale e convesso sull'altro. L'epidermide adassiale è priva di stomi (sono ben presenti su quella abassiale). 
- Foglie del culmo: le guaine sono persistenti, auricolate e fimbriate (oppure no) con forme triangolari. In alcune specie le guaine sono ondulate vicino all'apice. Le ligule sono membranose e cigliate. La forma delle lamine è oblunga o ovata con portamento orizzontale o riflesso.
- Foglie del fogliame: le lamine delle foglie in genere sono provviste di una stretta striscia (senza cera) lungo il margine abassiale.
- Infiorescenza principale (sinfiorescenza o semplicemente spiga): le infiorescenze, indefinite, sono per lo più ramificate ed hanno la forma di una grande pannocchia aperta. Sono presenti pseudospighette pedicellate e sottese da brattee e raccolte a grappolo ai nodi dei culmi.
- Infiorescenza secondaria (o spighetta): le spighette, lateralmente compresse, sessili e con forme lanceolate, sono formate da alcuni fiori (1 - 4) sottesi da due (o 3 - 8 o anche una sola o nessuna) brattee chiamate glume (inferiore e superiore). Le spighette possono terminare all'apice con uno o due fiori sterili. Alla base di ogni fiore sono presenti due brattee: la palea e il lemma. La disarticolazione avviene al di sotto dei fiori fertili. A volte i fiori sono separati da lunghi internodi di rachilla.

- Glume: le glume sono corte, persistenti con forme lanceolate e apici mucronati. Nelle ascelle delle glume si possono trovare delle gemme.
- Palee: le palee all'apice sono dentate e possono avere due punte.
- Lemma: i lemmi hanno delle forme lanceolate o oblunghe con apici mucronati. Sono privi di carena e sono senza ali.

I fiori fertili sono attinomorfi formati da 3 verticilli: perianzio ridotto, androceo  e gineceo.
- Formula fiorale:[6]

- , P 2, A (1-)3(-6), G (2–3) supero, cariosside.

- Il perianzio è ridotto e formato da 0 - 5 lodicule, delle squame, poco visibili (forse relitto di un verticillo di 3 sepali).
- L'androceo è composto da 6 stami (in Ochlandra sono numerosi da 15 a 120) ognuno con un breve filamento libero (in Neohouzeaua sono fusi), una antera e due teche. Le antere sono basifisse con deiscenza laterale. Il polline è monoporato.
- Il gineceo è composto da 3-(2) carpelli connati formanti un ovario supero. L'ovario, glabro e a volte pedicellato, ha un solo loculo con un solo ovulo subapicale (o quasi basale). L'ovulo è anfitropo e semianatropo e tenuinucellato o crassinucellato. Lo stilo, allungato e cavo, è unico con generalmente due, tre o quattro (fino a 9 in Ochlandra) stigmi piumosi.

I frutti sono del tipo cariosside, ossia sono dei piccoli chicchi indeiscenti, orbicolari o globosi, nei quali il pericarpo è formato da una sottile parete che circonda il singolo seme. In particolare il pericarpo, carnoso e succulento, è fuso al seme ed è aderente, ma anche libero. L'endocarpo non è indurito e l'ilo è lungo e lineare. L'embrione è provvisto di epiblasto. I margini embrionali della foglia si sovrappongono. La fessura scutellare è assente.

## Biologia
In generale nelle erbe delle Poaceae la fecondazione avviene fondamentalmente tramite l'impollinazione dei fiori per via  anemogama. Gli stigmi piumosi sono una caratteristica importante per catturare meglio il polline aereo.
I semi cadendo a terra, dopo aver eventualmente percorso alcuni metri a causa del vento (dispersione anemocora) sono dispersi soprattutto da insetti tipo formiche (mirmecoria).

## Distribuzione e habitat
L'areale di questa sottotribù si estende nel bacino dell'oceano Indiano, dal Madagascar al subcontinente indiano e al Sud-est asiatico, sino alle isole del Pacifico, con climi da temperati a tropicali.

## Tassonomia
La famiglia d delle Poaceae comprende circa 800 generi e oltre 9.000 specie. È una delle famiglie più numerose e più importanti del gruppo delle monocotiledoni. La famiglia è suddivisa in 12 sottofamiglie, la sottotribù Melocanninae fa parte della sottofamiglia Bambusoideae, tribù Bambuseae.

### Generi
La sottotribù si compone di 8 generi e 106 specie:
- Annamocalamus H.N.Nguyen, N.H.Xia & V.T.Tran (1 sp.)
- Cephalostachyum Munro (13 spp.)
- Davidsea Soderstr. & R.P.Ellis (1 sp.)
- Melocanna Trin. (3 spp.)
- Ochlandra Thwaites (10 spp.)
- Pseudostachyum Munro (1 sp.)
- Schizostachyum Nees (74 spp.)
- Stapletonia P.Singh, S.S.Dash & P.Kumari (3 spp.)

### Filogenesi
La sottotribù Melocanninae, insieme ad alcune altre sottotribù della tribù Bambuseae (Bambusinae, Greslaniinae, Dinochloinae, Holttumochloinae, Hickeliinae, Racemobambosinae e Temburongiinae) è descritta all'interno del "clade paleotropicale". Buona parte delle specie di questo gruppo sono esaploidi o superiori con una storia poliploide che coinvolge antenati che erano strettamente legati all'antenato delle Arundinarieae (la tribù "basale" della sottofamiglia Bambusoideae).
Dalle varie analisi di tipo filogenetico risulta che la sottotribù Melocanninae è monofiletica e "gruppo fratello" di tutti gli altri bambù legnosi paleotropicali. I caratteri principali di questa sottotribù sono: l'ovario glabro con uno stilo allungato, esile e cavo e una chiglia a forma di "S" nelle foglie del fogliame.
Le Sinapomorfie per questo gruppo sono:
- lo stilo è allungato e cavo;
- l'ovario è glabro;
- la sezione trasversale delle foglie è asimmetrica attorno alla nervatura centrale, con un insieme di prominenti cellule a forma di bolla su un solo lato, creando un contorno concavo sul lato della nervatura centrale e convesso sull'altro.

Il cladogramma seguente, tratto dallo studio citato e semplificato, mostra la struttura filogenetica della sottotribù per alcuni generi:
|  | \| \| Davidsea \| \| \| \| \| \| Schizostachyum \| \| \| \| |
|  |                                                             |
|  | Melocanna                                                   |
|  |                                                             |
|  | Pseudostachyum                                              |
|  |                                                             |
|  | Davidsea                                                    |
|  |                                                             |
|  | Schizostachyum                                              |
|  |                                                             |

|  | Davidsea       |
|  |                |
|  | Schizostachyum |
|  |                |

|  | \| \| Davidsea \| \| \| \| \| \| Schizostachyum \| \| \| \| |
|  |                                                             |
|  | Melocanna                                                   |
|  |                                                             |
|  | Pseudostachyum                                              |
|  |                                                             |
|  | Davidsea                                                    |
|  |                                                             |
|  | Schizostachyum                                              |
|  |                                                             |

|  | Davidsea       |
|  |                |
|  | Schizostachyum |
|  |                |

Il numero cromosomico delle specie di questa sottotribù é: 2n = 72.